# 부천송일초등학교
부천송일초등학교는 대한민국 경기도 부천시 소사구에 있는 공립 초등학교이다.

## 학교 연혁
- 2005. 03. 01 부천송일초등학교 개교 22학급(20학급, 특수1, 유치원1) 편성
- 2005. 03. 01 초대 이성춘 교장선생님 취임
- 2005. 03. 07 급식소 개소식
- 2005. 10. 12 개교기념식 및 제1회 송일축제 한마당
- 2005. 12. 31 우수 학교급식소 지정 - 경기도지사
- 2007. 10. 12 꿈자람 도서관 개관
- 2007. 11. 30 경기도 명품교육 우수교(독서/논술)(2007.12.01~2009.11.30)
- 2008. 12. 05 2008학년도 학교평가 우수교
- 2008. 12. 12 2008학년도 열린학교 홈페이지 우수교
- 2008. 12. 20 2008학년도 방과후학교 우수교
- 2009. 12. 30 2009학년도 영재교실 운영 평가 우수기관
- 2010. 03. 01 제2대 임을재 교장선생님 부임
- 2010. 12. 28 2010학년도 교육정보화 유공학교
- 2011. 03. 02 2011학년도 교육과정 편성 우수교
- 2011. 12. 26 2011학년도 교육정보화 유공학교
- 2011. 12. 31 2011학년도 학교평가 우수교
- 2012. 02. 15 제7회 졸업식 148명(총 974명)
- 2012. 03. 01 31학급 편성(특수 2학급 포함), 유치원 2학급
- 2013. 03. 01 제3대 임우채 교장선생님 부임
- 2014. 02. 14 제9회 졸업식
- 2014. 03. 01 혁신학교 지정
- 2014. 03. 01 1학년 입학 131명 (총 817명)